# 鄭命寿
鄭 命寿（チョン・ミョンス、정명수、 - 1653年）は、後金に仕えた朝鮮人通訳。
平安道殷山県の官奴で天命年間に後金の捕虜となる。清側ではグルマフン（gūlmahūn　満洲語でウサギの意味）を名乗った。1636年に後金が国号を清と改めて以降、両国の外交で活躍した。摂政王ドルゴンの直臣イングルダイを後ろ盾に朝鮮側に多額の賄賂を要求し、畏れられ、1641年に金尚憲の清への連行に関与したが、イングルダイとドルゴン死去により失脚すると、最期には殺害された。